# Rudolf Grandien
Claës Rudolf Grandien, född 4 maj 1847 i Uppsala, död 2 juni 1904 i Söderhamn, var en svensk läroverkslärare och tidningsman. Han var från 1885 gift med Aurore Grandien och far till Alf och Hans Grandien.
Grandien blev student vid Uppsala universitet 1865 och filosofie kandidat där 1875. Han var från 1876 verksam som kollega (motsvarande adjunkt) vid Lägre allmänna läroverket i Söderhamn. Han var från 1878 (med vissa avbrott) redaktör för liberala Söderhamns Tidning, en befattning som efter hans död övertogs av hans änka.